# Abric Agut
Pour les articles homonymes, voir Agut.
L'Abric Agut (l'abri aigu en français) est un abri sous roche et un gisement préhistorique situé sur la falaise du Capelló, dans la commune de Capellades, en Catalogne (Espagne). Il se trouve aussi entre les grottes de Zulueta et de Sellarès. Dans un premier temps, le gisement archéologique a été daté du Paléolithique moyen, mais les dernières recherches l'ont redaté du Mésolithique, d'après les datations radiométriques, les études anthracologiques, la faune et les caractéristiques des restes lithiques propres à cette période.

## Historique
Le site fut découvert en 1909 et fouillé par Amador Romaní de 1910 à 1914. Les excavations ne reprirent qu'en 1976, sous la direction de  L.G. Freeman, Eduardo Ripoll Perelló (es) et Henry de Lumley. En 1985 une autre intervention eut lieu dans le cadre du projet de recherche Abri Romaní - Cingles du Capelló, et les dernières interventions datent de 1999 et 2001, au sein de ce même projet,.
Durant les premières fouilles, Amador Romaní fit creuser une tranchée de 5 m par 6,5 m dans la zone centrale du gisement. Il y trouva des restes lithiques qui furent attribués au Moustérien, par similitude avec les découvertes de l'Abri Romaní, ainsi que quatre molaires humaines. Durant les années 1950 et 1960, Henry de Lumley et Eduardo Ripoll Perelló (es) réanalysèrent les découvertes. Ils cataloguèrent les restes lithiques dans la catégorie Moustérien à denticulés, et firent la première étude sur les dents humaines, en les attribuant à l'Homme de Néandertal.
Les fouilles reprises en 1976 permirent le creusement d'une autre zone du gisement pour réaliser une étude paléoclimatique. Selon la biostratigraphie, la période du gisement correspondait à une période interstadiale de la glaciation de Würm. Le gisement fut daté du Paléolithique moyen, d'après la lithique moustérienne, mais des restes atypiques de cette période furent aussi trouvés, comme des restes nombreux de lapin, certains avec des traces de consommation humaine.

## Faune et flore
Durant les interventions de 1999 à 2001, une surface de 35 m2 fut creusée. Les éléments archéologiques documentés présentaient une faible quantité de restes et étaient à prédominance faunistique de lapin, fait peu habituel dans des gisements moustériens. Ils étaient accompagnés de restes plus réduits d'autres espèces telles que le cerf, la chèvre, la tortue et le loup.
Les études anthracologiques montrent une répartition peu habituelle pour cette période. Les pins sont presque absents alors que c'est presque la seule espèce représentée à l'Abri Romaní pour le Paléolithique moyen. En revanche, on trouve à l'Abric Agut une grande variété de taxons tels que Hedera sp., Prunus sp. et Juniperus sp., entre autres.

## Vestiges lithiques
Dans l'industrie lithique c'est l'emploi du silex qui domine, suivi du calcaire, avec quelques autres matériaux comme le quartz, le granite ou le grès, moins représentés. Les restes lithiques sont le résultat de la taille de bifaces, avec la prédominance des denticulés, de nucléus très réduits qui indiquent une mise à profit maximale des matériaux.

## Mésolithique
L'étude de la stratigraphie et les datations radiométriques réalisées pendant les deux dernières interventions aboutissent à une ré-élaboration de la chronologie du gisement. Les datations radiométriques donnèrent un résultat compris entre 11 000 et 9 000 ans cal AP, situant le gisement au Mésolithique et non au Paléolithique moyen. Ce résultat est cohérent avec les restes archéologiques mentionnés plus haut. Enfin, l'industrie lithique a été redéfinie et est désormais attribuée au groupe mésolithique macrolithique, également appelé « osselets et denticulés »